# 唐鵬
唐 鵬（タン ポン、1981年2月4日 - ）は香港代表の男子卓球選手。 世界ランキング（2010年2月時点）23位のプレイヤー。戦型は前陣速攻型で、フォア面に裏ソフトラバー、バック面に表ソフトラバーを使用している。

## 主な戦績
- 2003年
  - アジア選手権バンコク大会 男子シングルス準優勝
- 2008年
  - 第49回世界選手権広州大会 男子団体3位

## 技術
世界卓球2013で炸裂したカットスマッシュが名前読みで「タンペン」と名付けられた。